# Myrtle McAteer

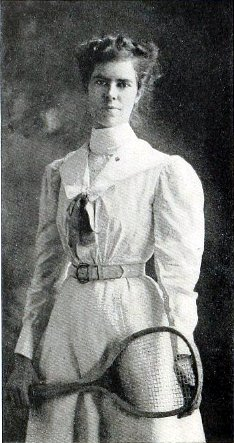
McAteer (1901)

Myrtle McAteer (* 12. Juni 1878 in Pittsburgh; † 26. Oktober 1952 in Los Angeles) war eine US-amerikanische Tennisspielerin um 1900.

## Karriere
Bei den US-amerikanischen Tennismeisterschaften (heute US Open) gewann sie 1900 den Titel im Dameneinzel, als sie im Finale ihre Landsfrau Edith Parker mit 6:2, 6:2 und 6:0 besiegte. Im Jahr 1901 unterlag sie im Finale  Elisabeth Moore mit 4:6, 6:3, 5:7, 6:2, 2:6. Auch im Doppel war sie bei den US-amerikanischen Tennismeisterschaften erfolgreich. Sie siegte 1899 (mit Jane Craven) und 1901 (mit Juliette Atkinson) und stand 1900 im Finale.